# Tachina pygmaea
Tachina pygmaea är en tvåvingeart som beskrevs av Macquart 1834. Tachina pygmaea ingår i släktet Tachina och familjen parasitflugor. Inga underarter finns listade i Catalogue of Life.